# ألبرت بيرغستروم
ألبرت بيرغستروم (بالإنجليزية: Albert Rex Bergstrom)‏ هو اقتصادي نيوزيلندي، ولد في 1925، وتوفي في 1 مايو 2005.